# 立川隆史
立川 隆史（たちかわ たかし、1975年10月7日 - ）は、日本の元プロ野球選手（外野手）、野球解説者、千葉ロッテマリーンズ「マリーンズ・スポーツカレッジ」名誉学長、元キックボクサー。

## 経歴

### 生い立ち
千葉県千葉市（現在の美浜区）に生まれる。大手レコード会社の社員で野球経験のある父親のもとで幼少時より野球に親しみ、小学校時代より父親の転勤により宮城県塩竈市に転居する。
宮城県塩竈市に転居後に硬式野球チームに入る。その後中学校の野球部に入ろうとするが、坊主になるのがイヤでバスケット部に入る。バスケット部では立川の活躍により、塩竈市第三中学校3年生に塩竈市の中体連を優勝に導く。さらに同年にはリトルシニアAA世界野球選手権大会に投手として出場し優勝を飾る。

### 高校野球
拓殖大学紅陵高等学校に入学し、1992年の夏の甲子園大会にベンチ入り唯一の2年生および5番右翼手として出場。準々決勝で9回に逆転2点本塁打を放つなど活躍。その年同校は準優勝した。なお、この夏の甲子園で拓大紅陵は、初戦から準決勝まで全て別の投手が勝ち投手になるという長い甲子園の歴史の中でも史上初の快挙を達成した。1年先輩に多田昌弘がいる。
立川は高校野球時代を通じて通算32本塁打を記録した。この活躍はその後のプロ入り時のドラフト2位と言う高い評価に繋がっただけでなく、その後も強い印象を残し続け、文藝春秋のスポーツ雑誌『NUMBER』の2010年8月9日号で、「1990年代の夏の甲子園ベストナイン」の1人に選ばれた。

### ロッテ時代
拓大紅陵高校時代に「千葉が好きだからロッテに行きたいです。ロッテ以外にはどこにも行きません」と語るなど、地元球団であるロッテでプレイしたいとの希望 が叶い、1993年のNPBドラフト会議で千葉ロッテマリーンズから2位指名を受け、同年11月29日に契約金6500万円、年俸540万円の契約条件で仮契約した。スポーツチームでは一般には同県出身者を「地元選手」と呼ぶが、本拠地所在地の千葉市美浜区出身である立川は真の「ロッテの地元選手」だった。同期入団として福浦和也、小野晋吾、諸積兼司、大塚明などがいる。
入団した1994年と1995年はファームで経験を積んだ。
1996年6月20日の西武ライオンズ戦で一軍デビューを果たした。その後は地元千葉県出身の「和製大砲」候補として順調な滑り出しを見せ、同年のシーズンオフには江尻亮監督と広岡達朗ゼネラルマネージャーが辞任するなどチーム運営が混乱する中で、着実に結果を残した。
1997年も持ち前の強打と安定した守備が高い評価を受け、後半戦には外野手の定位置を獲得し、2割7分4厘の打率を記録するなど、近藤昭仁新監督の下で低迷するロッテを支えた。
1998年には、前年の実績を評価され開幕戦からスタメン起用されるなど、投手陣の崩壊を受けて低迷するマリーンズの大黒柱を担う1人として期待された。近藤昭仁監督から山本功児監督に変わった1999年は、一軍デビュー以来の背番号「52」を「24」に変更。イースタン・リーグ（二軍）で最多本塁打を記録したものの、イースタン・リーグと一軍を行き来するシーズンとなった。
山本功児監督の下でロッテの構造改革が行われた 2000年から2001年のチーム低迷期にも一定の活躍はするものの、打率、本塁打ともに伸び悩み、レギュラー獲得とはいかなかった。なお、この年の3月26日に行われた、ロッテ（ロッテオリオンズ時代）の元本拠地である川崎球場の最後の試合となった対横浜ベイスターズ戦「川崎球場ファイナルシーン」において本塁打を放ち、同球場の最後の試合に花を添えた。また、8月31日に行われた対西武ライオンズ戦ではサヨナラ満塁本塁打を記録した。
潜在能力は高いものがあり、長打力もあったことから、2002年には「和製大砲」の期待通りに、4番打者を任される試合も多かった。
2003年は出場試合数、本塁打、打点とも自己最多を記録し、同期の福浦和也らとともにマリーンズの下位脱出に貢献したものの、終盤は井上純に定位置を奪われてしまった。

### 阪神時代
2004年のシーズン半ばの6月に、打撃力の高い右打ちの外野手を求めた阪神タイガースの岡田彰布監督の要求により、平下晃司との交換トレードで阪神タイガースに移籍する。阪神移籍後は背番号が45に代わった。阪神では長打力を生かして主に右の代打として出場し、6月26日には移籍後初スタメンで登場し2安打を放った他、8月8日の対巨人戦（東京ドーム）で3番を打ち移籍後初本塁打を放つなど、自らを阪神タイガースに招いた岡田監督の期待に応えて活躍した。
2005年は一軍出場が無くシーズン終了後の10月に自由契約となった。

### コブラズ時代
日本球団退団後の2006年には、長打力が評価され台湾のCPBLで前年度に前期優勝を果たした強豪チームである誠泰コブラズに選手兼打撃コーチとして入団。しかし選手としての試合出場はなく、チームとその親会社が経営危機に陥ったため1年のみで退団した。

### 格闘家への転身
2007年に、K-1 JAPAN 戦士育成プロジェクトに応募し、2月25日の第1回トライアウトを受験、合格は逃したものの潜在能力を評価され準合格となった。5月6日に『K-1 JAPAN TRYOUT 2007』で行われた最終試験では、オードリーの春日俊彰とスパーリングを行った。スパーでは春日から4度のダウンを奪い、合格。また強化指定4選手に選ばれ、強太郎レンジャーとともにマイク・ベルナルドの元で南アフリカ合宿を行った。
8月16日にディファ有明で開催された『K-1 TRYOUT 2007 SURVIVAL』にて、中華人民共和国の閻文凱（ヤン・ウェンガイ）に判定勝ちしデビューを飾り、12月8日には、K-1 WORLD GP 2007 FINALのオープニングファイトでキム・キミンに1RKO勝ちした。
2008年4月13日に横浜アリーナで開催された、K-1 WORLD GP 2008 IN YOKOHAMAで榎田洸之と対戦。1Rに左ストレート、右フックで2度ダウンを奪うも、カウンターの右フックでKO負けでK-1初黒星となった。
2010年1月25日には、「Survivor 〜Round.3 立川隆史・引退記念興行〜」が開催され、京太郎と2分2Rの引退記念エキシビションマッチを行った。引退セレモニーには永田裕志や古木克明、木下博勝やTAROかまやつなど各界から友人が駆けつけた 他、観客席ではロッテマリーンズの応援団が応援を行った。

### 野球解説者及び指導者
2007年からは上記の格闘家としての活動の傍ら、野球解説者としてインターネット放送局「marines.tv」で放送中の『1chGame Live!』に不定期で出演した。2008年からはこの中継が再構築され、BSデジタル放送TwellVの『BS12 プロ野球中継』とFOX SPORTS ジャパン『BASEBALL CENTER』（いずれも球団制作）に定期出演し解説を行っている。
豊富な選手経験やコーチ経験をもとにした的確な解説が高い評価を受け、テレビ中継公式戦における解説以外にも活躍の幅を広げており、2010年に古巣のロッテマリーンズがクライマックスシリーズに進出した際には、ホームの千葉マリンスタジアムで行われたファーストステージならびにファイナルステージ全試合のパブリックビューイングにも特別ゲストとして出演し解説を行っている。
また、2016年現在は解説者としての活躍に併せて「マリーンズ・スポーツカレッジ」名誉学長を務めるなど、現在も古巣のロッテと深い関係を持っており、ファンの間で高い人気を保っている。
2025年時点では社会人野球クラブチームのNbuy硬式野球部のコーチを務めている。

## エピソード
ロッテ時代の登場テーマはドイツのバンドグループ・ベリーニの『サンバ・デ・ジャネイロ』で演奏終了後に観客が一斉に「たちかわー!!」とコールするのがお約束だった。この曲は阪神移籍後も阪神甲子園球場で登場テーマで使われた。2010年に千葉マリンスタジアムで始球式を行った際にも、『サンバ・デ・ジャネイロ』が流れる中、始球式を行った。
ロッテ時代、打席での応援歌は元々フォークソングの赤い花白い花が原曲のものであったが、trfの『masquerade』が原曲のものに変更され、最終的には合唱曲のはばたこう明日へが原曲のものへと変更された。
2010年、ロッテのホームの千葉マリンスタジアムで行われたクライマックスシリーズのパブリックビューイングに特別ゲストとして出演し解説を行った際には、内野席を埋めたファンから現役時代同様に「たちかわー!!」とコールが巻き起こった。

## 詳細情報

### 年度別打撃成績
| 年 度     | 球 団     | 試 合 | 打 席 | 打 数 | 得 点 | 安 打 | 二 塁 打 | 三 塁 打 | 本 塁 打 | 塁 打 | 打 点 | 盗 塁 | 盗 塁 死 | 犠 打 | 犠 飛 | 四 球 | 敬 遠 | 死 球 | 三 振 | 併 殺 打 | 打 率 | 出 塁 率 | 長 打 率 | O P S |
| --------- | --------- | ----- | ----- | ----- | ----- | ----- | -------- | -------- | -------- | ----- | ----- | ----- | -------- | ----- | ----- | ----- | ----- | ----- | ----- | -------- | ----- | -------- | -------- | ----- |
| 1996      | ロッテ    | 14    | 31    | 29    | 3     | 5     | 0        | 0        | 0        | 5     | 0     | 0     | 0        | 0     | 0     | 2     | 0     | 0     | 6     | 3        | .172  | .226     | .172     | .398  |
| 1997      | ロッテ    | 76    | 270   | 252   | 25    | 69    | 9        | 1        | 7        | 101   | 20    | 6     | 2        | 1     | 0     | 15    | 1     | 2     | 69    | 10       | .274  | .320     | .401     | .720  |
| 1998      | ロッテ    | 81    | 182   | 153   | 19    | 33    | 6        | 3        | 2        | 51    | 6     | 3     | 1        | 3     | 1     | 24    | 3     | 1     | 44    | 5        | .216  | .324     | .333     | .657  |
| 1999      | ロッテ    | 14    | 24    | 22    | 1     | 3     | 0        | 0        | 0        | 3     | 0     | 1     | 1        | 0     | 0     | 2     | 0     | 0     | 6     | 0        | .136  | .208     | .136     | .345  |
| 2000      | ロッテ    | 81    | 188   | 160   | 21    | 39    | 11       | 0        | 3        | 59    | 20    | 0     | 0        | 2     | 2     | 21    | 1     | 3     | 35    | 3        | .244  | .339     | .369     | .707  |
| 2001      | ロッテ    | 35    | 109   | 92    | 10    | 23    | 6        | 0        | 2        | 35    | 4     | 1     | 0        | 1     | 0     | 15    | 1     | 1     | 26    | 1        | .250  | .361     | .380     | .742  |
| 2002      | ロッテ    | 89    | 297   | 269   | 26    | 64    | 12       | 1        | 6        | 96    | 30    | 3     | 2        | 2     | 2     | 22    | 0     | 2     | 50    | 7        | .238  | .298     | .357     | .655  |
| 2003      | ロッテ    | 94    | 332   | 292   | 34    | 70    | 14       | 3        | 7        | 111   | 31    | 3     | 1        | 5     | 1     | 29    | 0     | 5     | 72    | 3        | .240  | .318     | .380     | .698  |
| 2004      | ロッテ    | 15    | 39    | 32    | 2     | 3     | 2        | 0        | 0        | 5     | 1     | 0     | 0        | 1     | 1     | 5     | 0     | 0     | 9     | 1        | .094  | .211     | .156     | .367  |
| 2004      | 阪神      | 31    | 43    | 35    | 4     | 6     | 0        | 0        | 1        | 9     | 5     | 0     | 1        | 0     | 1     | 6     | 0     | 1     | 8     | 2        | .171  | .302     | .257     | .559  |
| '04計     | 阪神      | 46    | 82    | 67    | 6     | 9     | 2        | 0        | 1        | 14    | 6     | 0     | 1        | 1     | 2     | 11    | 0     | 1     | 17    | 3        | .134  | .259     | .209     | .468  |
| 通算：9年 | 通算：9年 | 530   | 1515  | 1336  | 145   | 315   | 60       | 8        | 28       | 475   | 117   | 17    | 8        | 15    | 8     | 141   | 6     | 15    | 325   | 35       | .236  | .314     | .356     | .670  |

### 記録
- 初出場：1996年6月20日、対西武ライオンズ12回戦（千葉マリンスタジアム）、9回裏に仁村徹の代走として出場
- 初先発出場：1996年6月23日、対近鉄バファローズ12回戦（藤井寺球場）、8番・左翼手として先発出場
- 初打席・初安打：同上、2回表に山崎慎太郎から
- 初本塁打・初打点：1997年5月17日、対西武ライオンズ8回戦（西武ライオンズ球場）、2回表にブライアン・ギブンスから2ラン
- 初盗塁：1997年5月23日、対オリックス・ブルーウェーブ6回戦（千葉マリンスタジアム）、2回裏に二盗（投手：佐藤義則、捕手：中嶋聡）

### 背番号
- 52 （1994年 - 1998年）
- 24 （1999年 - 2004年途中）
- 45 （2004年途中 - 2005年）
- 57 （2006年）

## 戦績

### プロキックボクシング
| キックボクシング 戦績 | キックボクシング 戦績 | キックボクシング 戦績 | キックボクシング 戦績 | キックボクシング 戦績 | キックボクシング 戦績 | キックボクシング 戦績 |
| --------------------- | --------------------- | --------------------- | --------------------- | --------------------- | --------------------- | --------------------- |
| 6 試合                | (T)KO                 | 判定                  | その他                | 引き分け              | 無効試合              |                       |
| 3 勝                  | 2                     | 1                     | 0                     | 0                     | 0                     |                       |
| 3 敗                  | 3                     | 0                     | 0                     | 0                     | 0                     |                       |

| 勝敗 | 対戦相手                   | 試合結果                   | 大会名                        | 開催年月日     |
| ×    | 坂間豊                     | 1R 0:29 KO（左ハイキック） | K-1 WORLD GP 2009 IN YOKOHAMA | 2009年3月28日  |
| ×    | 河野真弓                   | 1R 1:29 KO（左フック）     | K-1 WORLD GP 2008 IN FUKUOKA  | 2008年6月29日  |
| ×    | 榎田洸之                   | 1R 0:40 KO（右フック）     | K-1 WORLD GP 2008 IN YOKOHAMA | 2008年4月13日  |
| ○    | 井上由久                   | 1R 1:43 KO（右ローキック） | K-1 PREMIUM 2007 Dynamite!!   | 2007年12月31日 |
| ○    | キム・キミン               | 1R 1:21 KO（右ローキック） | K-1 WORLD GP 2007 FINAL       | 2007年12月8日  |
| ○    | 閻文凱（ヤン・ウェンガイ） | 3R終了 判定3-0             | K-1 TRYOUT 2007 SURVIVAL      | 2007年8月16日  |

### エキシビションマッチ
| 勝敗 | 対戦相手 | 試合結果 | 大会名                                                                                           | 開催年月日    |
| －   | 京太郎   | 2分2R    | Survivor 〜Round.3 立川隆史・引退記念興行〜 【立川隆史引退記念・スペシャルエキシビションマッチ】 | 2010年1月25日 |